# Bienwald-Marathon
Der Bienwald-Marathon ist ein Marathonlauf in Kandel, Rheinland-Pfalz, der seit 1976 jedes Jahr (in der Regel am zweiten Märzwochenende) vom TSV 1886 Kandel e. V. veranstaltet wird. Er ist mittlerweile ein Klassiker unter den Marathons, der wegen seiner schnellen Streckenführung bekannt ist. Zum Programm gehört ein Halbmarathon (21,0975 km), der an Popularität mittlerweile die volle Distanz (42,195 km) überflügelt hat. Seit dem Jahre 2019 heißt der Marathon „Bienwald-Marathon powered by Bitburger 0,0%“.

## Geschichte

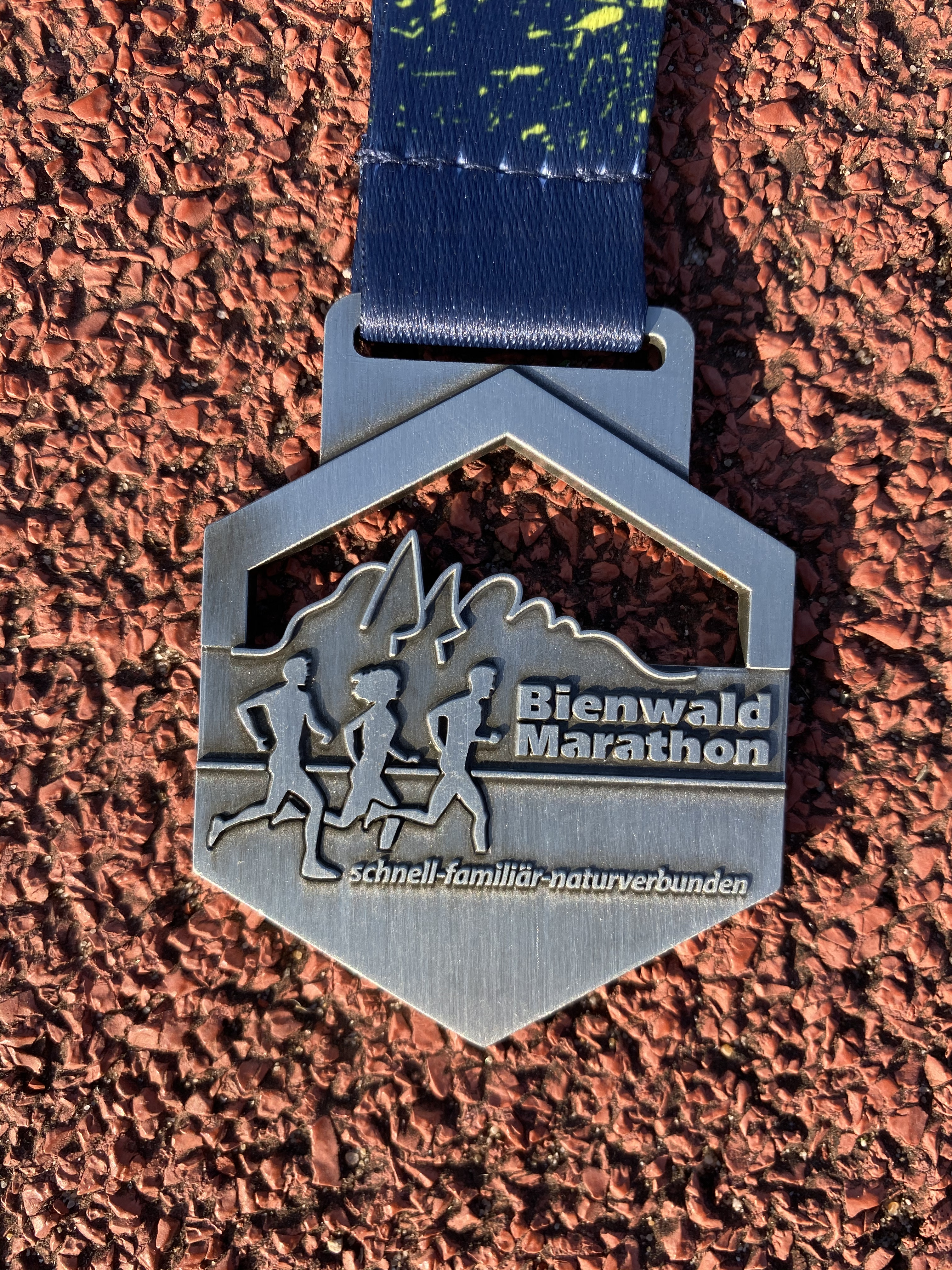
Medaille von 2020

Am 27. März 1976 wurde der Bienwald-Marathon zum ersten Mal ausgetragen (77 Männer im Ziel). Seit 1977 nahmen Frauen teil. 1983 wurde mit mehr als 1000 die größte Teilnehmerzahl erreicht. Davon erreichten 940 das Ziel.

In den Jahren 1984 und 1989 fanden auf der Strecke des Bienwald-Marathons die Deutschen Marathonmeisterschaften statt, 1984 zusätzlich mit Olympiaqualifikation. 1984 wurden von Ralf Salzmann und Susanne Riermeier die heute noch bestehenden Streckenrekorde aufgestellt, die die Schnelligkeit des Kurses beweisen, 1989 holten sich Uwe Hartmann und Birgit Lennartz den Titel.

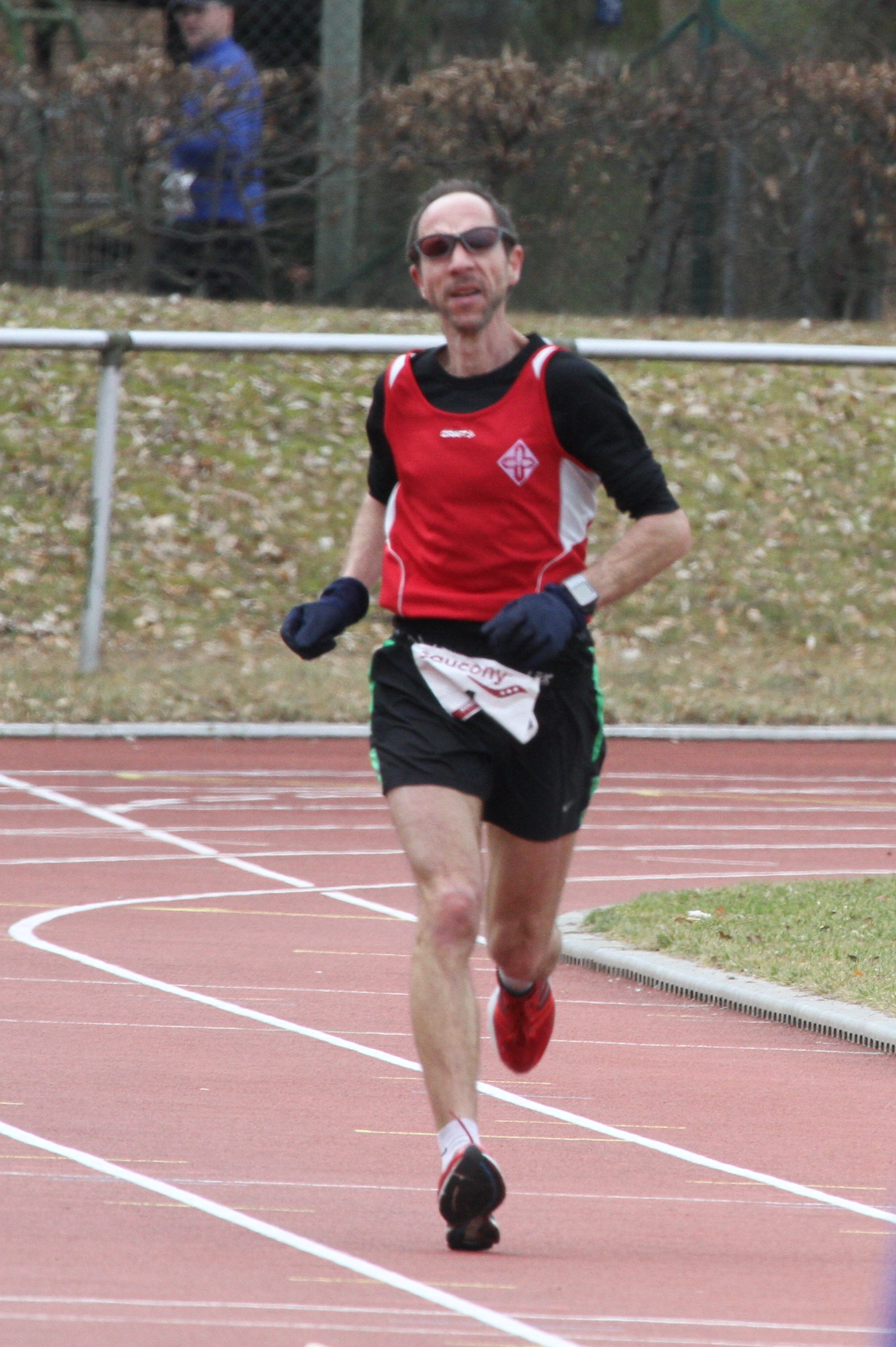
Michael Sommer, Marathon-Sieger 1997 und 2012

1999 wurde ein seit 1979 vom selben Verein ausgerichteter Halbmarathon ins Programm der Veranstaltung integriert. 2008 wurde mit 1960 Finishern in beiden Laufdisziplinen ein Teilnehmerrekord aufgestellt.
Im Jahre 2020 wurde der Marathon am 8. März auf Grund der aufkommenden Covid-19-Pandemie in den Herbst verlegt und dann virtuell ausgetragen.
2021 wurde der Marathon auf den 2. Oktober 2021 verschoben und fand damit erstmals an einem Samstag statt.

## Strecke
Die Strecke ist fast vollkommen eben, asphaltiert und verkehrsfrei und führt durch Kandel, Minfeld und den Bienwald. Der Halbmarathon biegt bei einer vorzeitigen Wendeschleife ab, während die Marathonstrecke noch tiefer in den Bienwald hineinführt. Kurz vor Büchelberg befindet sich eine Wende, hinter der es zum großen Teil auf bereits zuvor gelaufenen Wegen und Straßen zurück nach Kandel zum Ziel im Bienwald-Stadion geht.

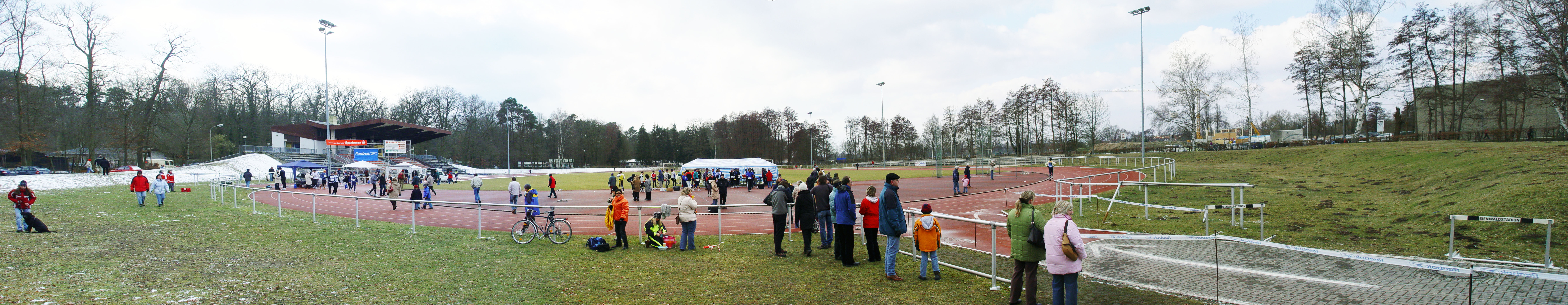
Zielgelände 2009

## Statistik

### Streckenrekorde
Marathon
- Männer: 2:14:25 h, Ralf Salzmann, 15. April 1984 (Marathon-DM 1984)
- Frauen: 2:38:13 h, Susi Riermeier, 15. April 1984 (Marathon-DM 1984)

Halbmarathon
- Männer: 1:05:08 h, Simon Stützel, 13. März 2022
- Frauen: 1:09:02 h, Eva Dietrerich, 9. März 2025

### Siegerlisten
Quellen für Ergebnisse vor 2001: ARRS, TSV 1886 Kandel

#### Marathon
| Datum         | Männer                          | Nation                 | Zeit    | Frauen               | Nation        | Zeit    |
| ------------- | ------------------------------- | ---------------------- | ------- | -------------------- | ------------- | ------- |
| 09. März 2025 | Daniel Krasucki O'Dowd          | Vereinigtes Königreich | 2:33:54 | Alicia Kossmann      | Deutschland   | 2:54:38 |
| 10. März 2024 | Manuel Hartweg                  | Deutschland            | 2:33:32 | Silvia Felt          | Deutschland   | 2:59:52 |
| 12. März 2023 | Manuel Schräder                 | Deutschland            | 2:24:09 | Maria Radko          | Ukraine       | 2:47:00 |
| 13. März 2022 | Lennart Nies                    | Deutschland            | 2:28:30 | Margit Klockner      | Deutschland   | 2:59:03 |
| 2. Okt. 2021  | Richard Schumacher -2-          | Deutschland            | 2:35:44 | Julia Pieper         | Deutschland   | 2:54:02 |
| 10. März 2019 | Jochen Uhrig                    | Deutschland            | 2:28:08 | Eva Katz             | Deutschland   | 3:02:33 |
| 11. März 2018 | Andreas Straßner                | Deutschland            | 2:33:26 | Nina Vabic           | Deutschland   | 3:02:41 |
| 12. März 2017 | Simon Stützel                   | Deutschland            | 2:28:51 | Nina Chydenius       | Finnland      | 2:50:22 |
| 13. März 2016 | Richard Schumacher              | Deutschland            | 2:30:49 | Manishe Sina         | Deutschland   | 2:59:08 |
| 8. März 2015  | Oliver Trauth                   | Deutschland            | 2:37:57 | Carolin Engelke-Horn | Deutschland   | 3:12:40 |
| 9. März 2014  | Gerhard Schneble                | Deutschland            | 2:36:02 | Almuth Grüber        | Deutschland   | 2:54:14 |
| 10. März 2013 | Martin Skalsky                  | Deutschland            | 2:28:45 | Pamela Veith -2-     | Deutschland   | 2:59:55 |
| 11. März 2012 | Michael Sommer -2-              | Deutschland            | 2:36:02 | Pamela Veith         | Deutschland   | 3:00:16 |
| 13. März 2011 | Florian Neuschwander            | Deutschland            | 2:29:29 | Eve Rauschenberg     | Deutschland   | 2:49:34 |
| 14. März 2010 | Ralf Nacke                      | Deutschland            | 2:29:29 | Heide Merkel         | Deutschland   | 3:01:33 |
| 8. März 2009  | Robert Jäkel                    |                        | 2:35:49 | Marion Hebding       |               | 3:04:14 |
| 9. März 2008  | Michael Sailer                  |                        | 2:31:49 | Nicole Klingler      | Liechtenstein | 2:51:46 |
| 11. März 2007 | Andi Knopp                      |                        | 2:30:45 | Anja Jordan          |               | 3:14:18 |
| 12. März 2006 | Thomas König -2-                |                        | 2:32:47 | Margret Ruppert -6-  | Deutschland   | 2:59:30 |
| 13. März 2005 | Thomas König                    |                        | 2:31:34 | Margret Ruppert -5-  | Deutschland   | 2:54:10 |
| 14. März 2004 | Reiner Nerding                  |                        | 2:30:38 | Margret Ruppert -4-  | Deutschland   | 2:54:38 |
| 9. März 2003  | Anton Gröschl                   |                        | 2:29:01 | Constanze Wagner     | Deutschland   | 2:59:54 |
| 10. März 2002 | Oleksandr Holownyzkyj           | Ukraine                | 2:27:25 | Isabella Bernhard    |               | 2:54:28 |
| 11. März 2001 | Frank Honold                    |                        | 2:27:28 | Margret Ruppert -3-  | Deutschland   | 2:47:15 |
| 12. März 2000 | Dima Pjatnitschuk               | Ukraine                | 2:29:50 | Tanja Schäfer        |               | 2:55:17 |
| 14. März 1999 | Rainer Müller                   | Deutschland            | 2:22:56 | Margret Ruppert -2-  | Deutschland   | 2:49:33 |
| 8. März 1998  | Wolfgang Bronner                |                        | 2:31:46 | Margret Ruppert      | Deutschland   | 2:47:52 |
| 9. März 1997  | Michael Sommer                  | Deutschland            | 2:27:53 | Josefa Matheis       |               | 2:57:38 |
| 10. März 1996 | Thomas Lang                     | Deutschland            | 2:21:34 | Petra Maak -2-       | Deutschland   | 2:41:42 |
| 12. März 1995 | Winni Spannaus                  |                        | 2:20:35 | Petra Maak           | Deutschland   | 2:43:38 |
| 13. März 1994 | Jörg Hustig                     |                        | 2:19:54 | Monika Imgraben      |               | 2:55:23 |
| 14. März 1993 | Dietmar Köhler                  |                        | 2:24:52 | Silvia Nußbaumer     | Österreich    | 2:52:10 |
| 8. März 1992  | Ulrich Rötzheim                 |                        | 2:19:02 | Birgit Lennartz -2-  | Deutschland   | 2:44:50 |
| 10. März 1991 | Hans-Dieter Baumgart            |                        | 2:25:25 | Kath Janicke         |               | 2:58:33 |
| 25. März 1990 | Ulrich Wolf                     |                        | 2:19:11 | Birgit Lennartz      | Deutschland   | 2:38:15 |
| 12. März 1989 | Rainer Mühlberg                 |                        | 2:19:44 | Manuela Veith        | Deutschland   | 2:50:38 |
| 13. März 1988 | Christoph Schall                |                        | 2:25:09 | Gisela Landherr      |               | 2:54:09 |
| 15. März 1987 | Michael Biedermann              |                        | 2:22:28 | Andrea Holzäpfel     |               | 2:50:58 |
| 9. März 1986  | Jürgen Dächert                  | Deutschland            | 2:17:11 | Rita Krombach        | Luxemburg     | 2:45:38 |
| 10. März 1985 | Joseph Perske                   | Vereinigte Staaten     | 2:20:44 | Doris Schlosser -3-  | Deutschland   | 2:39:27 |
| 11. März 1984 | Franz-Josef Schmidt             |                        | 2:20:29 | Gerda Bachmann       |               | 2:50:25 |
| 13. März 1983 | Hans-Werner Pietschmann         |                        | 2:20:24 | Doris Schlosser -2-  | Deutschland   | 2:41:29 |
| 14. März 1982 | Reiner Müller                   | Deutschland            | 2:19:03 | Henrietta Fina       | Österreich    | 2:40:41 |
| 8. März 1981  | Hans-Jürgen Eichberger -3-      |                        | 2:19:52 | Inge Habel           |               | 2:59:11 |
| 8. März 1980  | Hans-Jürgen Eichberger -2-      |                        | 2:22:16 | Wilma Rudolf -2-     |               | 2:59:41 |
| 10. März 1979 | Leo Thoma                       |                        | 2:20:53 | Doris Schlosser      | Deutschland   | 2:51:14 |
| 11. März 1978 | Hans-Jürgen Eichberger          |                        | 2:21:08 | Wilma Rudolf         |               | 2:56:53 |
| 19. März 1977 | Michael Breitrick               |                        | 2:25:34 | Koosje Röper         |               | 3:34:14 |
| 27. März 1976 | Hans Gulyas & Günter Conzelmann |                        | 2:27:36 | ---                  | ---           | ---     |

#### Halbmarathon
| Datum | Männer             | Nation      | Zeit    | Frauen                   | Nation      | Zeit    |
| ----- | ------------------ | ----------- | ------- | ------------------------ | ----------- | ------- |
| 2025  | Lorenz Baum        | Deutschland | 1:05:14 | Eva Dieterich            | Deutschland | 1:09:02 |
| 2024  | Jonas Hoffmann     | Deutschland | 1:05:49 | Latifa Mokhtari          | Frankreich  | 1:15:29 |
| 2023  | Lukas Eisele       | Deutschland | 1:08:36 | Thea Heim                | Deutschland | 1:15:04 |
| 2022  | Simon Stützel      | Deutschland | 1:05:08 | Thea Heim                | Deutschland | 1:14:23 |
| 2021  | Sebastian Speiser  |             | 1:13:40 | Katja Hinze-Thüs         |             | 1:25:11 |
| 2019  | Simon Stützel -2-  | Deutschland | 1:06:19 | Sabrina Mockenhaupt      | Deutschland | 1:20:48 |
| 2018  | Sebastian Reinwand | Deutschland | 1:05:35 | Luisa Moroff             | Deutschland | 1:19:48 |
| 2017  | Addisu Tulu Wodajo | Äthiopien   | 1:08:58 | Corinne Grieder          | Schweiz     | 1:24:10 |
| 2016  | Simon Stützel      | Deutschland | 1:05:14 | Lisa Hahner              | Deutschland | 1:14:28 |
| 2015  | Jonas Lehmann      |             | 1:08:16 | Jutta Brod -2-           |             | 1:19:54 |
| 2014  | Marco Sturm        |             | 1:07:39 | Tanja Schweickhard       |             | 1:20:55 |
| 2013  | Peter Keinath      |             | 1:10:06 | Jutta Brod               |             | 1:18:44 |
| 2012  | Nils Schallner     |             | 1:09:23 | Julia Wagner             |             | 1:21:05 |
| 2011  | Jens Ziganke       |             | 1:10:37 | Simone Maissenbacher -2- |             | 1:19:46 |
| 2010  | Richard Ringer     | Deutschland | 1:07:37 | Eve Rauschenberg         |             | 1:22:34 |
| 2009  | Dennis Pyka        |             | 1:07:32 | Simone Maissenbacher     |             | 1:17:57 |
| 2008  | Hillary Kemboi     | Kenia       | 1:06:19 | Regina Nguria            | Kenia       | 1:15:27 |
| 2007  | André Green -2-    |             | 1:07:59 | Susanne Brema            |             | 1:18:16 |
| 2006  | Marco Wächter      |             | 1:11:38 | Nicole Leder             | Deutschland | 1:19:06 |
| 2005  | Carsten Wenzek     |             | 1:07:10 | Irene Michels            |             | 1:27:23 |
| 2004  | André Green        |             | 1:08:54 | Monika Schuri            | Deutschland | 1:16:13 |
| 2003  | Martin Musial      |             | 1:11:32 | Isabella Bernhard        |             | 1:17:59 |
| 2002  | Markus van Ghemen  |             | 1:09:43 | Josefa Matheis -3-       |             | 1:22:15 |
| 2001  | Anton Gröschl      |             | 1:10:08 | Josefa Matheis -2-       |             | 1:22:44 |
| 2000  | Uwe Weber          |             | 1:13:46 | Josefa Matheis           |             | 1:27:22 |
| 1999  | Frank Kayele       |             | 1:08:13 | Silvia Schmidt           |             | 1:24:59 |

### Entwicklung der Finisherzahlen
| Jahr | Marathon      | davon Frauen | Halbmarathon   | davon Frauen |
| ---- | ------------- | ------------ | -------------- | ------------ |
| 2025 | 522           | 103          | 1557           | 527          |
| 2024 | 471           | 92           | 1405           | 418          |
| 2023 | 525           |              | 1488           |              |
| 2022 | 260           | 49           | 784            | 192          |
| 2021 | 285           |              | 397            |              |
| 2020 | 50 (virtuell) |              | 152 (virtuell) |              |
| 2019 | 487           | 91           | 1329           | 362          |
| 2018 | 466           | 79           | 1221           | 346          |
| 2017 | 533           | 72           | 1285           | 315          |
| 2016 | 506           | 96           | 1293           | 306          |
| 2015 | 567           | 72           | 1214           | 297          |
| 2014 | 519           | 62           | 1280           | 285          |
| 2013 | 489           | 72           | 1123           | 228          |
| 2012 | 577           | 79           | 1122           | 240          |
| 2011 | 503           | 73           | 993            | 295          |
| 2010 | 617           | 80           | 1003           | 213          |
| 2009 | 623           | 88           | 1265           | 297          |
| 2008 | 683           | 83           | 1277           | 308          |
| 2007 | 638           | 78           | 1300           | 323          |
| 2006 | 566           | 74           | 1051           | 242          |
| 2005 | 564           | 88           | 1183           | 259          |
| 2004 | 518           | 62           | 1052           | 231          |
| 2003 | 638           | 71           | 1014           | 225          |
| 2002 | 562           | 58           | 0917           | 201          |
| 2001 | 575           | 76           | 0689           | 141          |
| 2000 | 514           | 77           | 0500           | 105          |
| 1999 | 505           | 58           | 0280           | 057          |
| 1998 | 563           | 56           |                |              |
| 1997 | 529           | 48           |                |              |
| 1996 | 653           | 71           |                |              |
| 1995 | 772           | 48           |                |              |
| 1994 | 892           | 69           |                |              |
| 1993 | 908           | 78           |                |              |
| 1992 | 779           | 50           |                |              |